# 鄭河娜
鄭河娜（／ Jung Ha Na，1990年2月2日—），舊藝名Zinger（韓語：징거），韓國女歌手。2009年加入由經紀公司TS娛樂組成的女子流行音樂團體Secret，為Secret成員之一。

## 中文名字
Secret的唱片公司索尼音樂娛樂在2013年4月24日於臉書公開表示：「HaNa（하나）是一個純韓文名字，未有漢字表記。」由韓語音譯僅可推知為「鄭河娜」、「鄭荷娜」。其中「鄭河娜」一詞更為韓星網、MSN新聞、雅虎奇摩新聞所公開引用。
HaNa經紀公司TS娛樂於2013年4月24日宣佈以後不再用藝名「Zinger」進行活動，改以本名「鄭河娜」公開進行藝人活動。

## 車禍事件
2012年12月11日禮拜二上午2點，在結束當日演藝行程後，HaNa和女子團體Secret其他三名團員一起乘坐經紀人駕駛的車輛返回公司住所，車子行走首爾市奧林匹克大路城山大橋時，由於天冷下雪造成路面結冰濕滑，使得Secret一行人所乘坐的車輛突然失控，猛然衝向路邊的阻絕護欄後翻覆，車禍發生過後不久HaNa和其他三名團員隨即被送往醫院救治，經過醫院的醫師診斷後發現HaNa肋骨出現裂縫骨折，肺部出現陰影疑似淤血，醫師要求HaNa必須接受治療並且住院觀察及休養兩個禮拜，Secret其他三名團員則只受到輕微的挫傷。

## 音樂
- 2010年 《Going To Love》（Feat. 河娜&Jerry）
- 2010年 《One Love》（Feat. 河娜&SookHee）
- 2010年 《La La La》Secret迷你二輯（河娜作詞）
- 2010年 《一杯拿鐵》（Feat. 河娜&Gavy NJ）（2011年1月28日）
- 2011年 《Amazinger》收錄於Secret正規一輯《Moving In Secret》（Solo. 河娜獨唱）[8]
- 2012年 《Calling U》Secret迷你三輯（河娜作詞）
- 2012年 《Falling In Love》Secret迷你三輯（河娜作詞）
- 2012年 《1,2,3》Secret迷你三輯（河娜作詞）

## 節目主持
- 2012年 MBC《Show! 音樂中心》 與善伙共同主持（2012年9月22日）

## 電視節目
- 2009年 KBS《明星金鐘》與烋星、枝恩共同演出（2009年10月24日）
- 2010年 KBS《明星金鐘》與烋星、枝恩共同演出（2010年8月28日）
- 2011年 KBS《百分滿分》與烋星共同演出（2011年4月30日）
- 2011年 SBS《Starking》與善伙共同演出（2011年6月25日）
- 2012年 MBC《勝負之神》與烋星、枝恩共同演出（2012年9月16日、9月23日）
- 2014年 JTBC《魔女的狩獵》與烋星共同演出（2014年8月15日）
- 2014年 MBC《Weekly Idol》與枝恩共同演出（2014年11月12日）
- 2015年 SBS《Oh！My Baby》與烋星共同演出（2015年1月3日、1月10日）
- 2015年 KBS《出發吧！夢之隊2》（2015年1月18日）
- 2015年 MBC《新年偶像運動會》與烋星、枝恩共同演出（2015年2月2日）
- 2015年 Mnet《Yaman TV》與枝恩共同演出（2015年6月1日、6月8日）
- 2015年 MBC《神秘音樂秀：蒙面歌王 》出場名稱:上岩MBC（2019年5月26日）

## 外部連結
- 鄭河娜的Instagram帳戶
- HaNa的X（前Twitter）
- 鄭河娜的V LIVE （页面存档备份，存于）